# Jože Čampa
Jože Čampa, slovenski pisatelj, poštni uradnik ter raziskovalec in opisovalec preprostih kmečkih ljudi, * 5. marec 1893, Strmica (danes Benete), občina Bloke na Notranjskem, † 16. oktober 1989, Ljubljana.

## Življenje
Jože se je rodil materi Rozaliji, rojeni Žlindra, in očetu Josipu. V družini so bili poleg Jožeta še trije otroci: sestra Fani ter brata Franc in Janez.Ljudsko šolo je obiskoval na Blokah  in Mokronogu (1899–1906), realno gimnazijo pa v Novem mestu  (1907–1913). Leta 1914 je bil poklican k vojakom in napoten na fronto, kjer je služil do leta 1918. Po razpadu Avstro-Ogrske je do leta 1919 služboval v jugoslovanski vojski, ko je bil odpuščen kot narednik — pisar. Zaposlil se je na ljubljanski pošti in junija 1919 opravil izpit za uradnika. Služboval  je na Koroškem, po opravljenem izpitu najprej v Borovljah, nato je prevzel vodstvo pošte Rožek ob Vrbskem jezeru in pošte Sv. Jakoba v Rožu ob Vrbskem jezeru (1920). Po vključitvi Koroške k Avstriji se je  28. 10. 1920 vrnil v Ljubljano in do leta 1932 delal na ljubljanski pošti. Leta 1922 se je poročil z Antonijo Jan. Rodili sta se jima hčerki. Poklicna pot ga je vodila v Novi Sad (1932) in v Beograd (1934). Leta 1940 se je vrnil v Ljubljano, kjer je delal in se upokojil.
Jože Čampa je bil pred prvo svetovno vojno član Preporoda (nacionalna mladinska organizacija), ki se je zavzemala za ukinitev Avstro-Ogrske in ustanovitev samostojne jugoslovanske države. Leto dni je bil načelnik in tajnik Sokola v Mokronogu. Deloval je tudi kot tajnik in predsednik Združenja poštnih uslužbencev za Slovenijo ter urejal njihovo glasilo. V Splitu mu je bilo dodeljeno mesto generalnega tajnika vsedržavne poštne organizacije in z njegovo pomočjo je Združenje jugoslovanskih poštnih uslužbencev postalo ena najnaprednejših in vodilnih sindikalnih organizacij v državi. Po nalogu poštnega direktorja in pokrajinske uprave je moral v času italijanske okupacije uradnikom po vnaprej napisanih vsebinah predavati o nevarnostih komunizma in pomenu vere za družbeni red, kar ga je 19. 7. 1945 pripeljalo do obsodbe, s katero bi izgubil narodno čast za 5 let in bi moral eno leto opravljati lahko prisilno delo. Po pomilostitvenem ukazu SNOS-a je bila kazen lahkega prisilnega dela opuščena, pravne posledice kazni izgube narodne časti pa omejene na izgubo politično-državljanskih pravic za dobo 2 let. Zakonito je bil rehabilitiran šele 6 let po prestani kazni po prošnji  z obrazložitvijo medvojnega aktivnega sodelovanja cele družine na strani OF.
Čampov svak je bil režiser Slavko Jan, poročen z igralko Vido Juvan; njegova svakinja Tilči pa je bila poročena z literarnim zgodovinarjem Alfonzom Gspanom.

## Delo
Jože Čampa je bil opisovalec preprostih kmečkih ljudi, simbolike njihovih običajev in njihove navezanosti na domačo zemljo. Pogosto je uporabljal folklorne prvine (narečne besede, pregovore , reke, verske praznike, maše, procesije itd.)  in opisoval naravo. Revnega kmeta opisuje realistično, kot človeka, ki je nagnjen k materialnim dobrinam in mu vera pomeni tradicijo, pribeželišče pred udarci življenja in nadomestilo za višje duhovne vrednote, ki jih kmečki človek ni mogel uresničiti.
Medsebojne odnose na vasi diktira s pogojevanjem ljubezni do zemlje, skrbjo za preživetje in nadaljevanjem rodu ter garaškim delom. O zakonskih zvezah so odločali starši v interes ohranitve posesti, zato je bila poroka med deklo in gospodarjevim sinom nedosegljiva, kljub prisotni ljubezni. Amerika je vsem, ki jih je življenje zaznamovalo s krivico, predstavljala sanje o sreči in boljšem življenju, ki si ga doma, na vasi, niso mogli ustvariti.
Obširen roman Na mrtvi straži (COBISS) – roman z Bloške planote ni v celoti izdan. Tipkopis, ki obsega 1400 strani, je začel nastajati po drugi svetovni vojni in do leta 1980, ko je avtor prvotni naslov Ljudje in zemlja spremenil v danes znani Na mrtvi straži. Roman je bogat vir o kulturni dediščini Notranjske in življenju slovenskega kmeta v začetku 20. stoletja. Obuja vrsto legend, ki jih Notranjska sploh ni poznala. Prav zaradi tega se ga je na Blokah prijel vzdevek bloški Valvasor. Krajši izbor besedil iz obsežnega tipkopisa pa je izšel pod naslovom Osu ni, kozu ni, kakšna brna si pa ti? (COBISS)